# Maya (album)
Maya je treći studijski album pjevačice Maye Berović. Izdao ga je BN Music 17. veljače 2011. godine.

## Popis pjesama
| Br. | Skladba                             | Trajanje |
| --- | ----------------------------------- | -------- |
| 1.  | »Kaldrma«                           | 4:17     |
| 2.  | »Ženski mangup«                     | 3:42     |
| 3.  | »Djevojačko prezime«                | 3:44     |
| 4.  | »Voljela sam s tobom sve«           | 3:11     |
| 5.  | »Laka meta«                         | 3:56     |
| 6.  | »Ako ne molim ne znači da ne volim« | 3:28     |
| 7.  | »Pjevala bih da mi se ne plače«     | 3:54     |
| 8.  | »Čestitam ti«                       | 4:01     |
| 9.  | »Nemogući spoj«                     | 3:16     |
| 10. | »Najveća ljubav tvoja«              | 3:59     |
| 11. | »Amajlija«                          | 3:31     |

## Izdanja
| Regija              | Datum             | Format(i) | Izdavač  |
| ------------------- | ----------------- | --------- | -------- |
| Bosna i Hercegovina | 17. veljače 2011. | CD        | BN Music |